# Преображенская церковь (Преображенская)
Преображенская церковь (Церковь Спаса Преображения) — православный храм в станице Преображенской Киквидзенского района Волгоградской области.
Адрес: Волгоградская область, Киквидзенский район, станица Преображенская, улица Комсомольская, 51Б.

## История
В 1855 году в станице на средства её жителей была построена небольшая деревянная церковь, освящённая в честь святого Митрофана Воронежского. С годами церковь в праздничные дни не вмещала всех верующих, после чего станичные казаки решили, что надо возводить новый каменный большой храм. 3 мая 1864 года станичное общество в лице атамана есаула Протопопова обратилось в Донскую духовую консисторию с ходатайством о разрешении построить в Преображенской новую каменную церковь. Разрешение на строительство было выдано 8 мая этого же года. 29 июня 1864 года было освящено место под постройку храма, строительство которого вёл инженер есаул Области Войска Донского Авилов. Проект был составлен инженером Родионовым. Церковь строилась из местного красного кирпича по образцу проекта церкви в станице Нижне-Чирской.
Строящееся в 1868 году здание церкви дало осадку, в результате чего в трапезной части храма с северной и южной стороны образовались трещины, строительство было приостановлено. В сентябре 1871 года окружной архитектор Фомин произвел осмотр здания и констатировал, что осадка прекратилась и признал храм безопасным. В сентябре 1871 года архиепископу Донскому и Новочеркасскому Платону сообщили об окончании строительства, и 9 ноября 1871 года благочинный из села Семёновка Иоанн Дворянский освятил церковь с наименованием Преображенская.
Храм был оштукатурен снаружи и внутри, покрыт железом, кресты на нём были позолочены. На колокольне работало восемь колоколов. Территория церкви была обнесена железной оградой на каменном фундаменте. После 1885 года центр благочиния из села Семёновки был перенесён в станицу Преображенскую, и храм Преображения Господня становится главным благочиния.
После Октябрьской революции, в 1920—1930 годах, все пять деревянных церквей Киквидзенского района были закрыты и перестроены в сельские клубы. Только в храме Преображения Господня продолжались службы. Но и он был закрыт в июне 1932 года, с его колокольни сняли все колокола. Во время Великой Отечественной войны в храме размещался зерносклад. В октябре 1946 года храм снова был открыт, и его повторно освятил архиепископ Филипп Ставицкий.
Преображение церкви началось после распада СССР, и только в 2001 году на его колокольне был установлен колокол весом 210 килограмм. В 2003 году в храме были проведены реставрационные работы. В 2013 году была полностью заменена кровля храма и проведены работы по штукатурке наружных стен. В настоящее время в Преображенской церкви имеется библиотека и работает воскресная школа.
Настоятель храма — священник Константин Кутепов.